# Naucalpan
Nauclapan, oficiální název Naucalpan de Juárez (také San Bartolomé Naucalpan nebo San Bartolo Naucalpan) je třetí největší město spolkového státu México po Ecatepecu de Morelos a Nezahualcóyotlu. Je součástí Metropolitní oblasti Valle de México v Mexiku. Kromě stejnojmenné obce zasahuje i na území obce Huixquilucan. V roce 2010 ve městě žilo 913 681 obyvatel.